# Chercheur postdoctoral

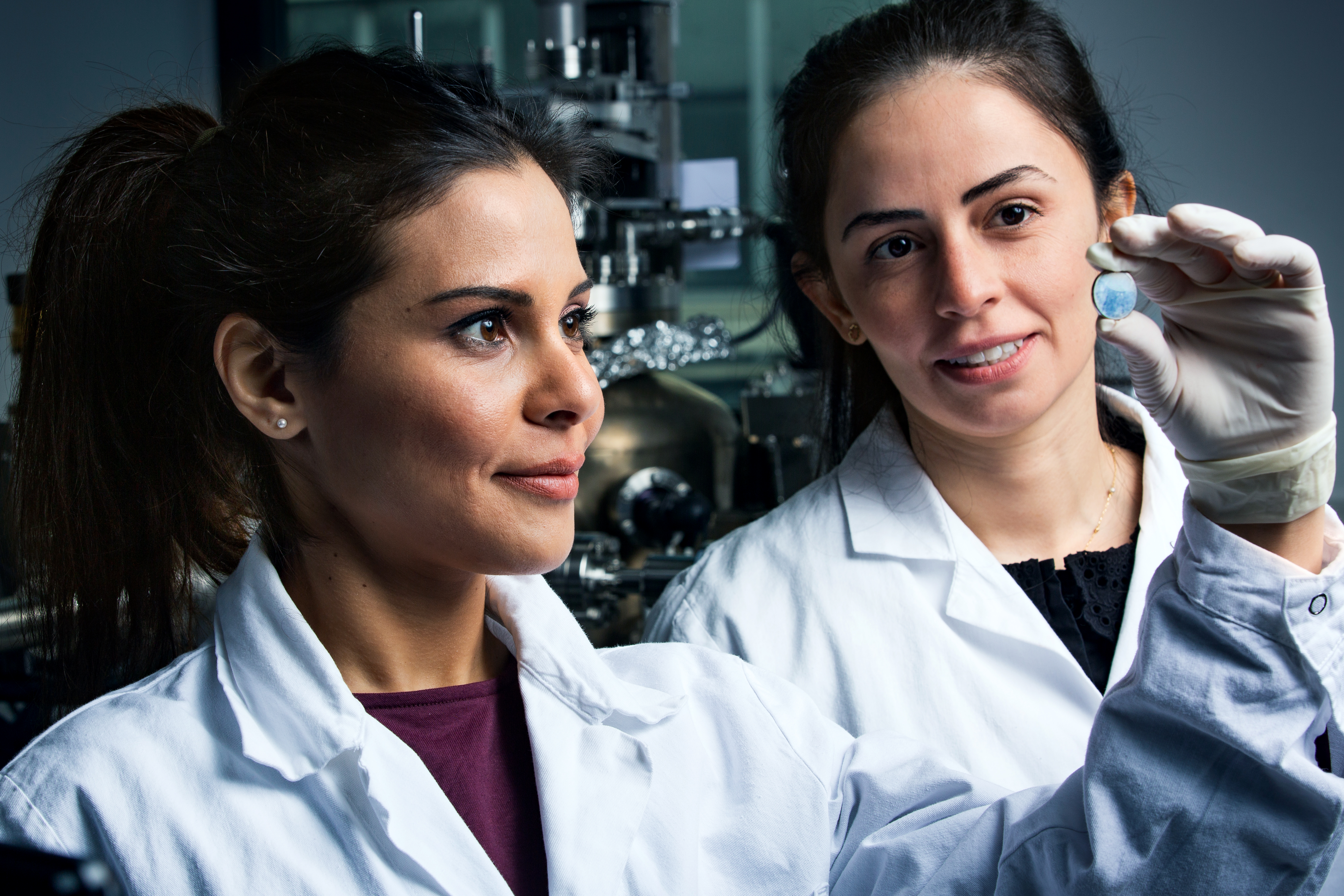
Postdoctorantes au (LPICM) à Palaiseau en 2021.

On appelle souvent chercheur postdoctoral (ou parfois postdoctorant, ou encore chercheur postdoctorat, souvent abrégés en « postdoc ») un chercheur titulaire d'une thèse de doctorat ou équivalent (généralement depuis moins de dix ans) engagé en contrat à durée déterminée dans un laboratoire de recherche.

## Historique
Apparus d'abord dans le domaine de la biologie dans le monde anglo-saxon, les postdocs se sont généralisés dans la recherche académique à la fin des années 1990. Ces chercheurs sont généralement embauchés pour un à cinq ans sur un poste associé à un contrat de recherche propre à l'unité de recherche ou bien obtenu à titre personnel via un organisme de financement de la recherche. Certaines institutions proposent des contrats postdoctoraux dans la perspective d'une titularisation ; c'est en particulier le cas des universités américaines avec les systèmes de tenure track pour les enseignants-chercheurs.
Le statut précaire de chercheur postdoctoral fait l'objet de critiques émanant des chercheurs eux-mêmes et des institutions, notamment en France, où il contraste avec le statut de fonctionnaire de la plupart des postes de chercheurs des établissements publics à caractère scientifique et technologique. Selon le Code de conduite pour le recrutement des chercheurs proposé par la Commission des communautés européennes,

« Les institutions qui nomment des chercheurs titulaires d'un doctorat devraient établir des règles claires et des orientations explicites pour le recrutement et la nomination des chercheurs post-doctorat, y compris la durée maximale et les objectifs de ces nominations. Ces orientations devraient tenir compte du temps passé dans de précédentes nominations post-doctorat dans d'autres institutions, et du fait que le statut post-doctorat devrait être transitoire, dans le but premier d'offrir des possibilités supplémentaires de développement professionnel pour une carrière de chercheur dans le cadre de perspectives d'avancement à long terme. »

## Statuts et particularités

### En France
En France, il existe depuis 2003 un nombre en forte croissance de jeunes chercheurs docteurs occupant des postes d'agent non titulaire de droit public de l'État. 

#### Détails historiques
Avant 2003, les contrats à durée déterminée pour jeunes docteurs étaient relativement marginaux dans le paysage de la recherche française. Ils se trouvaient principalement financés par les contrats européens et les fondations médicales. En 1999, le ministère de la recherche mit en place une première opération de financement de 100 postes non titulaires d'une durée de 12 mois chaque année pour des docteurs étrangers, avec une rémunération nette de 1 830 euros. Début 2003, le ministère de la Recherche mit en place une opération plus importante de création de 400 postes d'agents non titulaires en CDD pour de jeunes docteurs français ou étrangers. La loi de finance 2007 a créé 100 postes supplémentaires (augmentation budgétaire de 1,86 M€) s'ajoutant aux 700 existant pour un coût total de 27,85 M€ (représentant un coût total annuel moyen de 34 812,5 € par poste). En 2008 ont été budgétées 9600 mensualités de contrats postdoctoraux avec coût unitaire mensuel chargé de 2 908,52 euros, représentant une enveloppe de 28 millions d'euros,. En 2008, l’encours représentait 800 contrats postdoctoraux (722 en EPST et 78 en EPIC). Dans le cadre de la mise en œuvre de la révision générale des politiques publiques, 267 contrats ne seront pas renouvelés en 2009, faisant passer le budget consacré à ces contrats à 22,819 millions d'euros (soit 7 800 mensualités chargés de 2 927,83 euros équivalent à 650 annuités).
Un certain nombre d'EPST et d'EPIC (IRD, CNRS, INSERM, CEMAGREF — actuel IRSTEA —, INRETS, INRA, LCPC, INRIA, CIRAD, BRGM et CEA) recevaient dans ce cadre une dotation spécifique qui leur permettait de créer un certain nombre de postes de chercheur en CDD. Ils avaient la responsabilité de gestion de ces contrats pouvant concerner des chercheurs exerçant dans leurs propres laboratoires, dans des laboratoires universitaires qui leur étaient associés ou qui étaient reconnus par le ministère de la recherche comme unité d'accueil. Chaque établissement définissait les modalités d'attribution de ces contrats aux laboratoires et de recrutement de docteurs sur ces contrats. Les organismes de recherche pouvaient, sur la base de l’enveloppe de crédits reçue, moduler le niveau de rémunérations des chercheurs contractuels qu’ils recrutaient.
Pour les contrats sur subvention du ministère de la recherche gérés par le CNRS, les postes étaient attribués aux équipes de recherches sur un appel à projets national. Le recrutement se faisait, à la suite d'une campagne de publicité par le biais du site internet de l'organisme (236 offres en 2007, environ 220 proposées en 2008), sur examen du dossier scientifique des candidats et parfois audition, pour une durée de 1 an éventuellement renouvelable une fois ou deux ans ; le candidat devait être docteur depuis moins de deux ans pour postuler, le salaire de la catégorie « post-doctorant » était (au 1er septembre 2007) de 30 000 € brut/an (25 800 € précédemment).
Les contrats sur subvention du ministère de la recherche gérés par l'INRA (41 offres en 2007) étaient de deux ans avec une rémunération de 25 800 € brut/an et s'adressaient aux docteurs de moins de 40 ans. Les contrats gérés par l'INSERM étaient soit d'une durée d'un an avec un salaire de 25 800 € brut/an, soit d'une durée de 5 ans avec un salaire de 38 640 € brut/an. Les contrats gérés par l'INRIA étaient d'une durée maximale de 2 ans avec un salaire de 27 840 €/an brut. Les contrats gérés par le CEMAGREF étaient d'au plus 18 mois avec un salaire de 25 800 € brut/an.

#### Chercheurs contractuels du Centre national de la recherche scientifique
Le nombre de chercheurs contractuels docteurs employés par le Centre national de la recherche scientifique a été multiplié par 7 en 3 ans (2 421 chercheurs en « CDD post-doctorant » ou « CDD chercheur » recensés dans une des unités du ou associées au CNRS au 31 décembre 2009, 2160 au 31 décembre 2008, 1648 au 31 décembre 2007, 716 au 31 décembre 2006, 328 au 31 décembre 2005, moins de 60 avant 2003, ces chiffres ne tiennent pas compte des chercheurs post-doctoraux engagés sur un « CDD ingénieur », dont le nombre n'est pas disponible). Les chercheurs contractuels docteurs représentent, au 31 décembre 2009, 15 % des chercheurs rémunérés par le CNRS sur un total de 15 945 (chercheurs contractuels doctorants 13 %, chercheurs fonctionnaires 72 %).
Les chercheurs contractuels peuvent être recrutés sur trois types de contrats différents, « CDD post-doctorant » (pour les docteurs depuis moins de deux ans à leur embauche), « CDD chercheur » et « CDD ingénieur ». Les postes de chercheurs contractuels sur subvention d'État ayant disparu, les postes actuels sont créés uniquement sur demande de chercheurs fonctionnaires et financés par les aides de l'Agence nationale de la recherche ou d'autres organismes de financement.

#### Caractère légal des postes contractuels de chercheurs
Le caractère légal de ce statut a été remis en cause par la Cour d'appel de Paris (par arrêté de novembre 2008), dans le cas d'un contrat dans un EPIC. En effet, un postdoctorant a obtenu 34 800 euros de dommages et intérêts de la part du CEA : la fin du contrat CDD a été reconnue comme un licenciement sans cause réelle et sérieuse. Ce jeune chercheur a démontré que la justification de l'utilisation d'un CDD — le postdoctorat serait un « complément de formation » — était fausse car le jeune chercheur exerce un poste de chercheur à part entière.
Le décret no 2021-1450 du 4 novembre 2021 et son arrêté ont créé le contrat post doctoral de service public en donnant un véritable statut à ces chercheurs.

### Au Royaume-Uni
Les chercheurs postdoctoraux sous contrat à durée déterminée y sont nombreux, et représentent 93 % des chercheurs à plein temps. La relative précarité de ces chercheurs est critiquée par les syndicats et une part importante du secteur académique, et une réglementation de 2002 impose de considérer comme titulaire tout emploi continu dans une même institution depuis plus de quatre ans.
Le salaire brut d'un chercheur postdoctoral débutant (premier emploi après l'obtention d'un doctorat) est d'environ 29 000 livres sterling par an (soit environ 32 000 euros), fixé par une grille nationale. Il augmente avec l'expérience acquise de la même façon que pour un titulaire ou un enseignant-chercheur (environ 800 livres sterling par année), et peut être augmenté de façon arbitraire pour cause de « résultats exceptionnels ».
Les postes de Junior Research Fellow (JRF), aussi appelés Research Fellow ou Fellow by Examination, sont des postes destinés aux chercheurs en début de carrière à l'université d'Oxford et à l'université de Cambridge. Les JRF offrent un financement complet, généralement avec des privilèges supplémentaires, tels que le logement gratuit ou subventionné et le droit de prendre les repas dans le collège. Les JRF mènent leurs propres projets de recherche indépendants